# San Nicola dell'Alto
San Nicola dell'Alto es un municipio sito en el territorio de la provincia de Crotona, en Calabria (Italia).

## Demografía
| Gráfica de evolución demográfica de San Nicola dell'Alto entre 1861 y 2001 |
|                                                                            |
| fuente ISTAT - elaboración gráfica a cargo de Wikipedia                    |